# Andy Warhol (David Bowie)
Andy Warhol is een nummer van de Britse muzikant David Bowie, uitgebracht als de achtste track op zijn album Hunky Dory uit 1971. Het is een akoestisch nummer over een van Bowie's grootste inspiraties Andy Warhol.

## Achtergrond
Het nummer begint met Bowie die uitlegt aan producer Ken Scott dat hij zojuist Warhol's naam verkeerd uitsprak toen hij de take introduceerde. Scott introduceert vervolgens de take met de juiste uitspraak. Na enkele seconden stilte vraagt Bowie of de opname al gestart is. Opdat hij zich realiseert dat de opname inderdaad al begonnen is, barst hij uit van het lachen en begint hij met spelen.
Het nummer is memorabel voor de op flamenco lijkende openingsriff op de akoestische gitaar die tijdens het nummer te horen is. Deze riff werd door Metallica gebruikt voor het middenstuk van hun nummer "Master of Puppets", zoals bevestigd door gitarist Kirk Hammett in een interview kort na Bowie's overlijden.
Bowie schreef het nummer oorspronkelijk voor Dana Gillespie, die het in 1971 opnam, maar haar versie verscheen pas in 1973 op het album Weren't Born a Man. Op beide versies is Mick Ronson te horen op gitaar.
In januari 1972 verscheen het nummer op de B-kant van de single "Changes".

## Muzikanten
- David Bowie: zang, akoestische gitaar
- Mick Ronson: akoestische gitaar, percussie